# Hohenfelde, Steinburg
Hohenfelde är en kommun och ort i Kreis Steinburg i förbundslandet Schleswig-Holstein i Tyskland.
Kommunen ingår i kommunalförbundet Amt Horst-Herzhorn tillsammans med ytterligare 11 kommuner.